# Табніт
Табніт, Тетрамнест (фінік. , дав.-гр. Τετράμνηστος) — цар фінікійського міста Сідон V ст. до н. е., син Ешмуназара I.
Відправив флот для підтримки походу царя Камбіса II для підкорення Єгипту. Особисто очолив сідонський флот в його поході до Егейського моря і в битві з повсталими іонійцями біля острова Ладе. Користувався особливою прихильністю перського володаря Ксеркса. Очолював сідонський флот під час походу Ксеркса до Греції. За словами Геродота, «цар царів» завжди вислуховував думку Табніта першою. Брав участь в битвах при Артемісії і Саламіні. Після поразки Ксеркс відпустив сідонські кораблі додому.
Був похований на батьківщині — в переробленому єгипетському саркофазі (зараз скаркофаг знаходиться у Луврі).